# فرانز كيرن
فرانز كيرن (و. 1830 – 1894 م) هو مدرس، وعالم لغوي كلاسيكي، ومدرس ثانوي ألماني، ولد في شتتين، توفي في برلين، عن عمر يناهز 64 عاماً.